# Listă de lingviști români
Aceasta este o listă de lingviști români:
A
- Dan Alexe
- Vasile Arvinte
- Mioara Avram

B
- Vasile Breban
- Ilie Bărbulescu (scriitor)
- Silviu Berejan
- Ioan Bogdan
- Vasile Bogrea
- Ioan Budai-Deleanu
- Gheorghe Bulgăr
- Jacques Byck

C
- Ion Aurel Candrea
- Theodor Capidan
- Boris Cazacu
- Ion C. Chițimia
- Gheorghe Chivu (lingvist)
- Alexandru Ciorănescu
- Timotei Cipariu
- Piu-Șerban Coculescu
- Eugen Coșeriu
- Ion Coteanu

D
- Ovid Densusianu
- Gabriela Pană Dindelegan
- Nicolae Drăganu

F
- Nicolae Felecan
- Radu Flora

G
- Moses Gaster
- Dimitrie Găzdaru
- Georgeta Ciompec
- Ion Gheție
- George Giuglea
- Yves Goldenberg
- Vasile Grecu
- Valeria Guțu Romalo

H
- Enea Hodoș
- Theodor Hristea

I
- Șerban Iliescu
- Iorgu Iordan
- Dumitru Irimia
- Gheorghe Ivănescu

L
- Constantin Lacea

M
- Dimitrie Macrea
- Maria Manoliu-Manea
- Alexandru Mareș
- Georg Friedrich Marienburg
- Matilda Caragiu Marioțeanu
- Ion C. Massimu
- Valentin Mândâcanu
- Nicolae Mătcaș
- Paul Miclău
- Haralambie Mihăescu
- Gheorghe Mihăilă
- Paul Miron
- George Muntean

N
- Grigore Nandriș

O
- Pandele Olteanu

P
- Pericle Papahagi
- Tache Papahagi
- Alexandru Papiu-Ilarian
- Ștefan Pașca
- Emil Petrovici
- Marin Petrișor
- Alexandru Philippide
- Cicerone Poghirc
- Sever Pop
- Alexe Procopovici
- Aron Pumnul
- Sextil Pușcariu
- Ioan Pătruț

R
- Alexandru Rosetti
- Valeriu Rusu

S
- August Scriban
- Sorin Stati
- Emil Suciu [1][2]

Ș
- Lazăr Șăineanu
- Felicia Șerban

T
- Eugen Tănase
- Livia Ana Tătaru
- Heimann Hariton Tiktin
- Romulus Todoran

Ț
- Gabriel Țepelea

U
- Neculai Alexandru Ursu

V
- Emanuel Vasiliu
- Alexiu Viciu